# Exodeconus
Exodeconus Raf. es un  género de la familia de las  solanáceas, que comprende 6 especies distribuidas en Perú, Ecuador, el norte de Chile y las Islas Galápagos (Exodeconus miersii).  El género comprende especies anuales, viscosas, postradas y adaptadas a ambientes áridos con suelos pedregosos. 

## Especies
- Exodeconus flavus (I.M.Johnst.) Axelius & D'Arcy
- Exodeconus integrifolius (Phil.) Axelius
- Exodeconus maritima (Benth.) D'Arcy
- Exodeconus miersii (Hook.f.) D'Arcy
- Exodeconus prostratus Raf.
- Exodeconus pusillus (Bitter) Axelius